# OR5H6
OR5H6 (англ. Olfactory receptor family 5 subfamily H member 6 (gene/pseudogene)) – білок, який кодується однойменним геном, розташованим у людей на короткому плечі 3-ї хромосоми.  Довжина поліпептидного ланцюга білка становить 325 амінокислот, а молекулярна маса — 36 713.
| 10         |  | 20         |  | 30         |  | 40         |  | 50         |
| ---------- |  | ---------- |  | ---------- |  | ---------- |  | ---------- |
| MFLYLCFIFQ |  | RTCSEEMEEE |  | NATLLTEFVL |  | TGFLHQPDCK |  | IPLFLAFLVI |
| YLITIMGNLG |  | LIVLIWKDPH |  | LHIPMYLFLG |  | SLAFVDASLS |  | STVTPKMLIN |
| FLAKSKMISL |  | SECMVQFFSL |  | VTTVTTECFL |  | LATMAYDRYV |  | AICKALLYPV |
| IMTNELCIQL |  | LVLSFIGGLL |  | HALIHEAFSF |  | RLTFCNSNII |  | QHFYCDIIPL |
| LKISCTDSSI |  | NFLMVFIFAG |  | SVQVFTIGTI |  | LISYTIILFT |  | ILEKKSIKGI |
| RKAVSTCGAH |  | LLSVSLYYGP |  | LTFKYLGSAS |  | PQADDQDMME |  | SLFYTVIVPL |
| LNPMIYSLRN |  | KQVIASFTKM |  | FKSNV      |  |            |  |            |

A: Аланін

C: Цистеїн

D: Аспарагінова кислота

E: Глутамінова кислота

F: Фенілаланін

G: Гліцин

H: Гістидин

I: Ізолейцин

K: Лізин

L: Лейцин

M: Метіонін

N: Аспарагін

P: Пролін

Q: Глутамін

R: Аргінін

S: Серин

T: Треонін

V: Валін

W: Триптофан

Кодований геном білок за функціями належить до рецепторів, g-білокспряжених рецепторів, білків внутрішньоклітинного сигналінгу. 
Задіяний у такому біологічному процесі як поліморфізм. 
Локалізований у клітинній мембрані, мембрані.